# Szapáry Pál

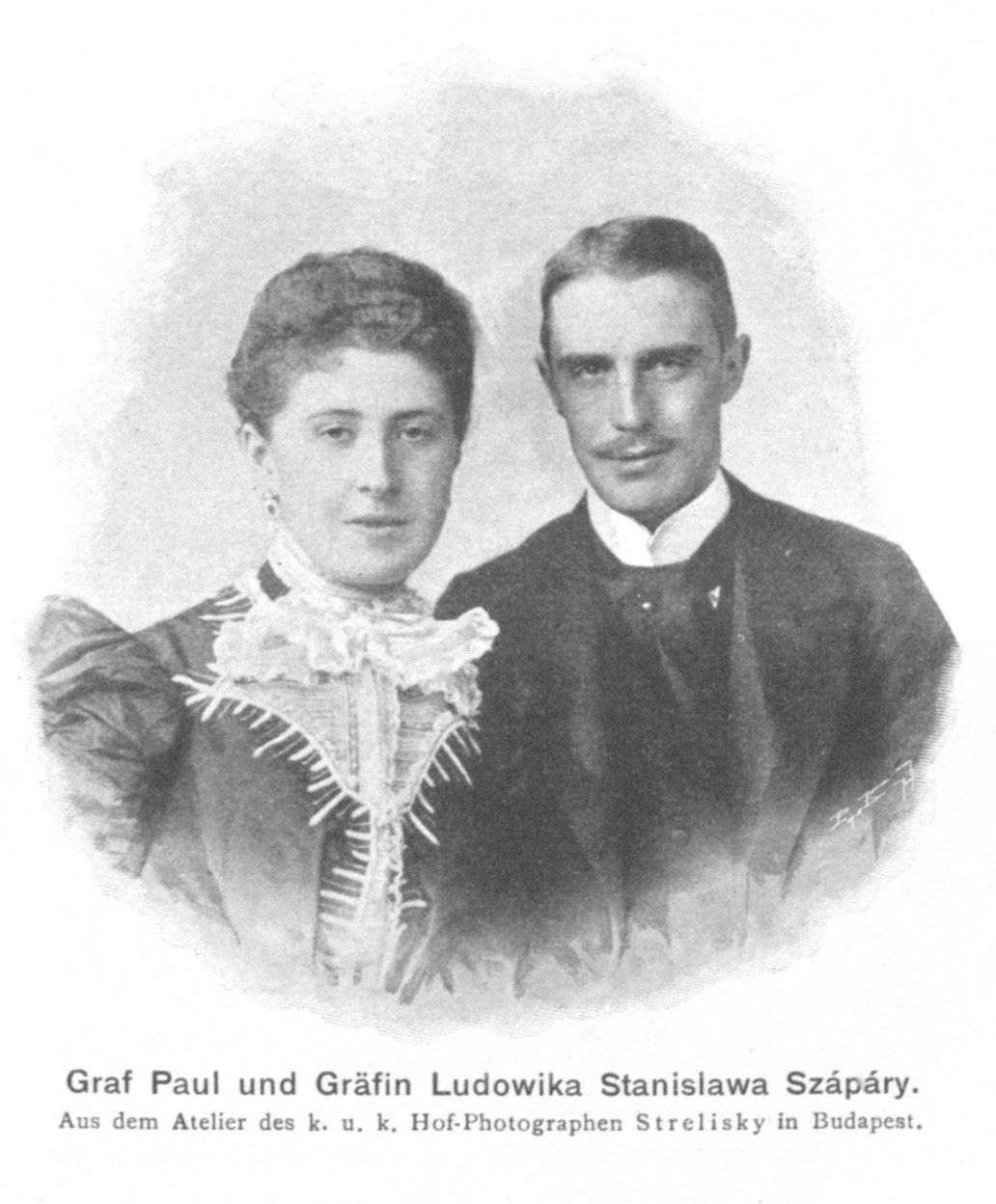
Szapáry Pál feleségével 1901. éven

Szapári, muraszombathi és széchyszigeti gróf Szapáry Pál  Antal László Ágoston Mária (Perkáta, 1873. április 1. – Bécs, 1917. január 30.) fiumei kormányzó.

## Élete
A főnemesi szapári, muraszombathi és széchiszigeti gróf Szapáry család sarja. Apja, gróf Szapáry Géza (1828-1898), Zala vármegye főispánja, fiumei kormányzó, anyja gróf radványi Győry Mária (1840-1908) volt. Apai nagyszülei gróf Szapáry Antal (1802-1883), és gróf buzini Keglevich Auguszta (1808-1879) voltak. Anyai nagyszülei gróf radványi Győry László (1807-1882) és gróf Maria Agnes von Lichnowsky (1815-1845) voltak. Fivére, gróf Szapáry László (1864-1939), fiumei kormányzó volt.
Tanulmányait Budapesten végezte és fejezte be. Nagy szerepet játszott a budapesti társas életben, s egy rövid ideig a Park klub elnöke volt. 1905. október 17-én Fiume város és környéke kormányzójává nevezték ki, de már 1906-ban lemondott a Fejérváry-kormány távozása előtt.

## Családja
Feleségétől, Maria Ludwika Stanisława Przeździecka (1874-1949) lengyel grófnőtől három gyermeke született:
- Viktor Géza László Konstantin Mária Antal Sztaniszló (1899–1967)
- Erzsébet Mária Antónia (1902–1980), a Világ Igaza
- Antal Károly Szilveszter (1905–1972)